# Muhuru

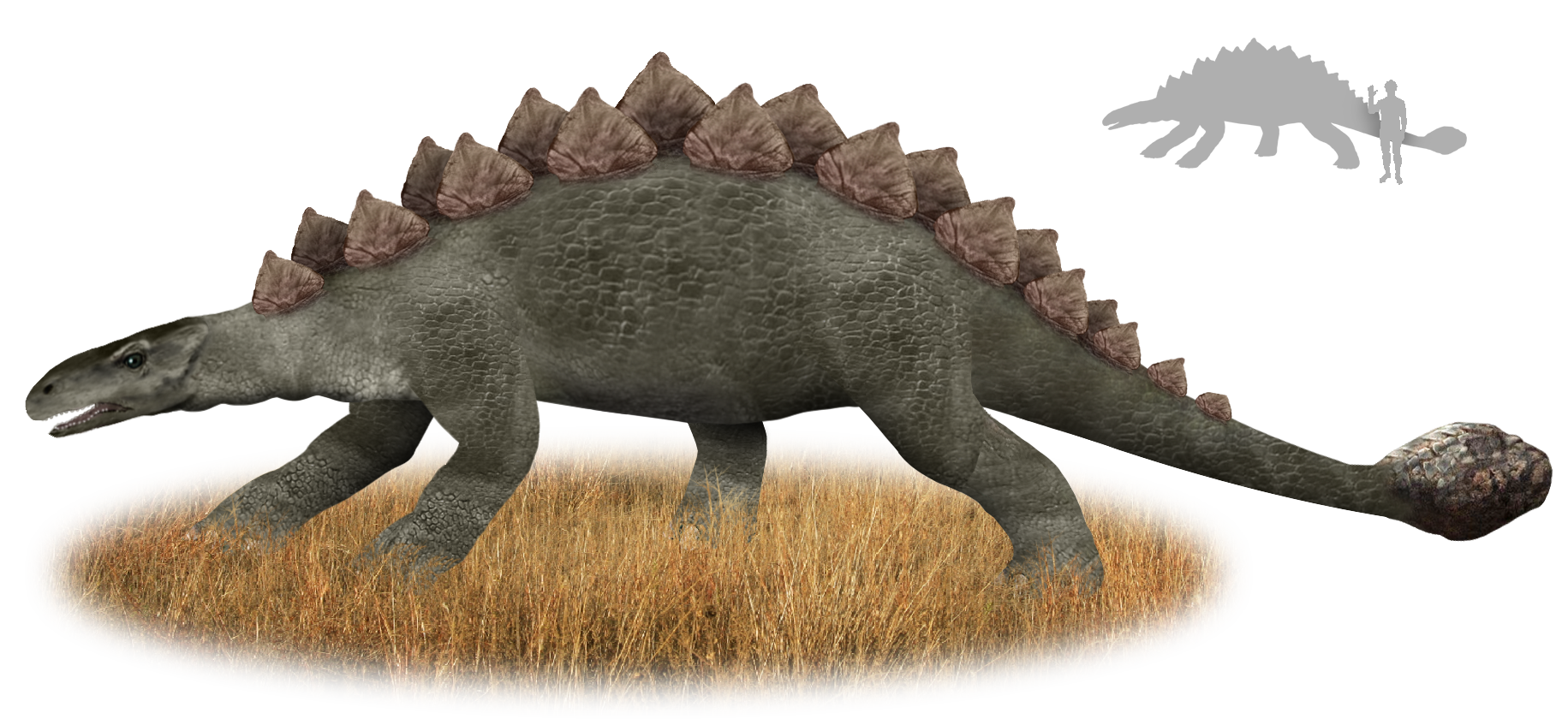
Representación artística del Muhuru

El Muhuru es un supuesto relicto, un dinosaurio que ha sido reportado en Kenia. Es descrito como una bestia fuertemente blindada con platos de hueso grueso en su espalda y un mazo óseo en la cola. El misionero Cal Bombay y su esposa fueron los primeros en reportar a la criatura.
A pesar de que nunca ha sido mencionado en la literatura paleontológica, en círculos pseudocientíficos algunos han especulado que es un descendiente moderno del género Stegosaurus. Contrariamente a la descripción de los testigos del muhuru, el Stegosaurus no se encuentra fuertemente blindado, y tenía un thagomizer al final de su cola, y no un mazo óseo. Sin embargo ambas características se encuentran en el anquilosaurio, otro grupo de dinosaurios blindados. Otra teoría es que en los 150 millones de años desde que el fósil más joven de Stegosaurus fue encontrado, esta subespecie podría haber desarrollado características nuevas, como un mazo óseo en la cola o armadura más ligera. Las aves son el grupo único de los dinosaurios que los científicos creen existente.